# Пауло Отавио
Па́уло Ота́вио Ро́за да Си́лва (порт.-браз. Paulo Otávio Rosa da Silva; 23 ноября 1994, Ориньюс) — бразильский футболист, защитник клуба «Аль‑Садд».

## Биография
Воспитанник ПСТЦ. Во взрослом футболе дебютировал в 2012 выступлениями за «Атлетико Паранаэнсе», в которой провел один сезон, приняв участие в 7 матчах чемпионата штата Парана.
В 2013 году перешел в «Коритибу», из которой сдавался в аренду в нижестоящие клубы «Санту-Андре» и «Пайсанду» (Белен), дебютировав в составе второго из них в Серии Б, а с первым в 2014 году выиграл Кубок Паулиста, забив один из голов в финале.
В январе 2016 перешел в «Томбенсе», с которым играл в Лиге Минейро, а уже летом перешел в клуб второго австрийского дивизиона ЛАСК. В новой команде быстро стал основным игроком защиты команды и помог ей в первом сезоне занять первое место и выйти в высший дивизион.
В июле 2017 года Пауло Отавио перешел в клуб Второй Бундеслиги «Ингольштадт 04», где провел два сезона, а после вылета команды в третью лигу летом 2019 года перешел в «Вольфсбург», подписав с ним, где снова стал работать под руководством Оливера Гласнера, с которым пересекался в ЛАСКе.